# Pedeapsa capitală în România

Pedeapsa capitală după țară.

Pedeapsa capitală în România a fost abolită prin decretul-lege nr. 6 din 7 ianuarie 1990, abolire reconfirmată de Constituția României din 1991.

## Istoria

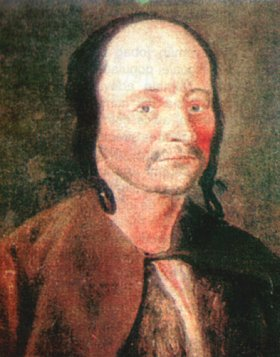
Horea

Pedeapsa cu moartea are o istorie lungă și variată în România. Vlad al III-lea Țepeș (care a domnit în Țara Românească, în principal în perioada 1456-62) este cunoscut în toată lumea pentru că a executat mii de oameni prin tragere în țeapă. Unul dintre succesorii săi, Constantin Hangerliu, a fost strangulat, împușcat, înjunghiat și decapitat de otomani în 1799.  Horea și cu Cloșca au fost trași pe roată de către autoritățile imperiale austriece (care stăpâneau în acel moment Transilvania) în 1785.

## Regatul României

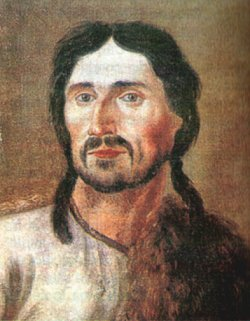
Cloșca

România ca stat modern s-a format în 1859, după Unirea Principatelor. Codul Penal adoptat în anul 1864 nu prevedea pedeapsa cu moartea, unele infracțiuni comise în timp de război fiind stipulate însă de Codul Militar. Constituția din 1866 adoptată în timpul regelui Carol I și  inspirată de modelul belgian liberal din 1831, nu prevedea  pedeapsa cu moartea pentru crime pe timp de pace. Până la sfârșitul secolului al XIX-lea, doar alte șase țări europene au abolit pedeapsa cu moartea: Belgia, Finlanda, Italia, Luxemburg, Olanda și Portugalia. 
Romanul scris de Liviu Rebreanu în 1922, „Pădurea spânzuraților” (la fel filmul din 1965 bazat pe acest roman), este inspirat din viața fratelui său Emil care a fost spânzurat pentru dezertare în 1917, cu puțin timp înainte de dispariția Austro-Ungariei și Unirea Transilvaniei cu România. 
Eliminarea pedepsei cu moarte pentru crime pe timp de pace a fost reafirmată în articolul 16 al Constituției din 1923. La 24 septembrie
1938, legea nr. 3247 pentru implementarea noului cod penal din 1936 l-a pus pe
acesta în acord cu noua Constituție a regimului autoritar al regelui Carol al
II-lea din 20 februarie 1938:
Art. 15.
Pedeapsa cu moartea se aplică în timp de război potrivit codului de justiție
militară. Consiliul de Miniștri va putea decide aplicarea dispozițiunilor din
alineatul precedent și în timp de pace, pentru atentate contra Suveranului,
Membrilor Familiei Regale, Șefilor Statelor străine și demnitarilor Statului
din mobile și în legătură cu exercițiul funcțiunilor ce le sunt încredințate,
precum și în cazurile de tâlhărie cu omor și asasinat politic. 
În timpul celui de-al
doilea război mondial, regimul antonescian a crescut numărul infracțiunilor
pedepsite cu moartea, incluzând jaful, insurecția, rebeliunea, trădarea,
spionajul și altele, în vreme ce numărul execuțiilor a crescut rapid.

## România comunistă
Prima jumătate a perioadei comuniste a fost foarte dinamică din punct de vedere al pedepsei cu moartea. Debutul său a fost dominat de chestiunea criminalilor de război, care adeseori a luat aspectul unei răzbunări, o formă deghizată de a-i pedepsi pe legionari, foștii rivali politici ai comuniștilor. În 1949, prevederile legale referitoare la pedeapsa capitală au fost extinse, cuprinzând numeroase infracțiuni economice și politice, cu intenția de a intimida o mare parte a populației. Exploatarea propagandistică era axată pe publicitatea prevederilor legale și nu pe cazuri particulare, cu excepția cazului jafului bancar, ce a fost prezentat unei audiențe limitate. Contând în primul rând pe efectul preventiv special al execuțiilor, regimul a folosit pedeapsa cu moartea mai ales pentru eliminarea fasciștilor, sabotorilor, trădătorilor ori a membrilor grupurilor de rezistență etc. Sentințele trebuiau să ofere aparența de legalitate necesară îmbunătățirii imaginii regimului și, de asemenea, aveau un rol preventiv general. Deși juriști de prim rang au dezbătut problema pedepsei capitale și au încercat să o abolească în 1956, prevederile legislative și aplicarea lor s-au înăsprit în 1958, când liderul stalinist Gheorghe Gheorghiu-Dej a inițiat un nou val de represiuni. Aceasta datorită procesului de destalinizare ce a urmat morții lui Stalin în URSS, evenimentelor din Ungaria anului 1956, retragerii trupelor sovietice din România din 1958 dar și ca urmare a unei presupuse creșteri a infracționalității economice. După ratele crescute ale execuțiilor înregistrate în 1958-1959, cifrele se normalizează până la adoptarea noului cod penal din 1969, demonstrând din nou influența factorului politic asupra aplicării prevederilor legislative. Lipsa surselor nu ne permite să avem o imagine completă a acestui fenomen, în vreme ce o comparație cu alte state comuniste est-europene confirmă inexactitatea datelor, care totuși confirmă pentru perioada 1944-1968 un număr de 268 de execuții.
Perioada de după reforma penală din 1969 a fost legată în mod particular de personalitatea lui Nicolae Ceaușescu. Prevederile legale, așa cum au fost explicate populației, au fost elaborate în spiritul așa-zisului umanitarism al regimului, condamnându-se represiunile violente specifice perioadei staliniste. Idealul unei aboliri ideologice este recuperat printr-un discurs privitor la dispariția de la sine a pedepsei cu moartea, însoțind construirea Omului nou și scăderea generală a fenomenului infracțional. Această discuție ideologică nu a avut însă nici o legătură cu cadrul legal rigid și cu atât mai puțin cu interpretarea lui în aplicarea politizată a pedepsei capitale.
Comparativ cu perioada stalinistă, nu mai întâlnim aplicarea pedepsei cu moartea în scopuri direct politice precum eliminarea dizidenților, mai ales dacă luăm în considerare că nici pentru trădare nu a fost executată nicio persoană. Pe de altă parte, politizarea pedepsei capitale poate fi lesne observată dacă analizăm aplicarea sa neuniformă, dependentă de numeroasele campanii diseminate de către mașinăria propagandistică. Spre exemplu, prima creștere a numărului execuțiilor, în 1971, a urmat adoptării Tezelor din iulie, practic o declarație a întoarcerii la realismul-socialist, dar mai ales cazului Rîmaru. Regimul a căpătat accente neo-staliniste în anii 1980, când, după omorul deosebit de grav, infracțiunile economice și trădarea au devenit cele mai frecvente infracțiuni capitale pedepsite. Criminalitatea economică a ajuns în centrul atenției datorită crizei economice severe pe care țara o înfrunta și a rezultat în 19 sentințe capitale pentru infracțiuni de acest gen în 1984 și 1985, mediatizate de către propagandă prin intermediul ziarelor centrale, prin asociere cu execuțiile pentru tâlhărie cu omor. Spre deosebire de acestea, cazurile de trădare erau dezbătute în secret la întâlnirile la nivel înalt, de către cuplul conducător, din ce în ce mai intransigent și nepermițând niciun act de dizidență. 
În aceeași perioadă, RDG abolea pedeapsa cu moartea iar majoritatea statelor est-europene reduceau aplicarea acesteia. În acest sens, România a constituit o excepție, nu numai pentru aplicarea excesivă a pedepsei capitale, ci mai ales pentru aplicarea sa neuniformă, dictată de interesele politice, ceea ce face din cazul românesc unul aparte. Confruntat cu decalajul din ce în ce mai mare dintre discursul oficial și criminalitatea în creștere, reacția lui Ceaușescu a fost de a acorda largi amnistii în scopul îmbunătățirii imaginii proprii. În cele din urmă, Ceaușescu însuși a fost condamnat la moarte și executat în timpul evenimentelor din decembrie 1989. Un total de 100 de execuții efectuate în perioada 1969-1989 ridică numărul total al celor executați în întregul interval la 368, dacă îi adăugăm pe Ceaușescu însuși și pe soția sa.
Între 1944 și 1989 nu sistemul juridic a fost cel care a luat deciziile importante în legătură cu pedeapsa cu moartea. Principalii factori de decizie în adoptarea prevederilor legale precum și în aplicarea pedepsei capitale au fost Ministerul de Interne, Securitatea și Comitetul Central al PCR. Deși între cele două perioade delimitate a existat atât o diferență interpretativă la nivelul discursului oficial, cât și o reducere substanțială în utilizarea pedepsei cu moartea ca unealtă politică, cu toate acestea, pedeapsa capitală a fost dominată în România de factorul politic de-a lungul întregii perioade comuniste.
În România, în timpul regimului Ceaușescu, au fost executate 104 persoane. Între 1965 și 1989 Tribunalul Militar București a condamnat la moarte 47 de persoane.

## După 1989
Pedeapsa cu moartea a fost abolită prin Decretul-Lege nr. 6 din 7 ianuarie 1990 și a fost înlocuită cu pedeapsa închisorii pe viață.
Ultimele persoane condamnate la moarte și executate au fost soții Ceaușescu (25 decembrie 1989).